# LDN 483
LDN 483 är en mörk nebulosa omkring 700 ljusår från jorden i stjärnbilden ormen.